# 杰克·伦敦
約翰·格里菲斯·「傑克·倫敦」·錢尼（英語：John Griffith "Jack London" Chaney；1876年1月12日—1916年11月22日），美國20世纪現實主義作家。他出身于旧金山一个破产的农民家庭。1900年起，他连续发表和出版了许多小说，讲述美国下层人民的生活故事。他的作品大都带有浓厚的种族主义和个人主义色彩，因此有人认为他是宣扬种族主义的作家，也有人认为他是表现个人主义和民众哲学的自然主义作家。他一生著述颇丰，留下了19部长篇小说、150多篇短篇小说以及大量文学报告集、散文集和论文，最著名的有《马丁·伊登》、《野性的呼唤》、《白牙》、《熱愛生命》、《海狼》、《铁蹄》、《前所未有的入侵》等小说。他是世界文学史上最早的商业作家之一，因此被誉为商业作家的先锋。

## 生平
杰克·伦敦1876年1月12日出生于旧金山一个破产的农民家庭。其身世尚有争议，一般认为是流浪占星家威廉·钱尼（William Chaney）的私生子。后来他的母亲嫁给了已有11个子女的约翰·伦敦（John London），杰克·伦敦也被带到新家庭而姓倫敦。杰克·伦敦在成人之前并不知道自己的父亲是谁，而且威廉·钱尼本人也不承认伦敦为其子。当时的市政纪录及出生证明都在1906年旧金山大地震引发的火灾中毁掉而无可查证。而杰克·伦敦的父母也没有留下可以进行DNA亲子鉴定的东西，于是无法查证杰克·伦敦的身世。

## 在贫民窟
傑克·倫敦从童年起便饱尝了贫困的滋味：早上三點必須起床販賣早報，放學後繼續販售晚報。1884年，8岁的杰克·伦敦为了谋生，不得不在牧场当牧童。1886年，10岁的他开始在加利福尼亚州的奥克兰当报童和码头小工。他小时候主要靠自学，學費必須靠自己賺取。他曾说，自己的文学写作热情最初来自维达的长篇小说《西格纳》，这部小说中一个没有上过学的意大利农民的小孩通过努力最后成为名歌剧剧作家。1890年，他因贫困辍学，并在满14岁（不再是童工）后进入奥克兰的罐头厂工作，一天必须工作10小时，而每小时的工资不超过10美分；因此他兴起借贷买船的念头，并偷偷掠夺私人养殖的牡蛎。1891年，15岁的他已是附近有名的“牡蛎海盗王子”。1892年，杰克·伦敦失业，开始在美国东部和加拿大各地流浪，住在大都市的贫民窟里。贫民窟生活是他后来创作的重要素材，他经常写有关美国贫民窟的故事。

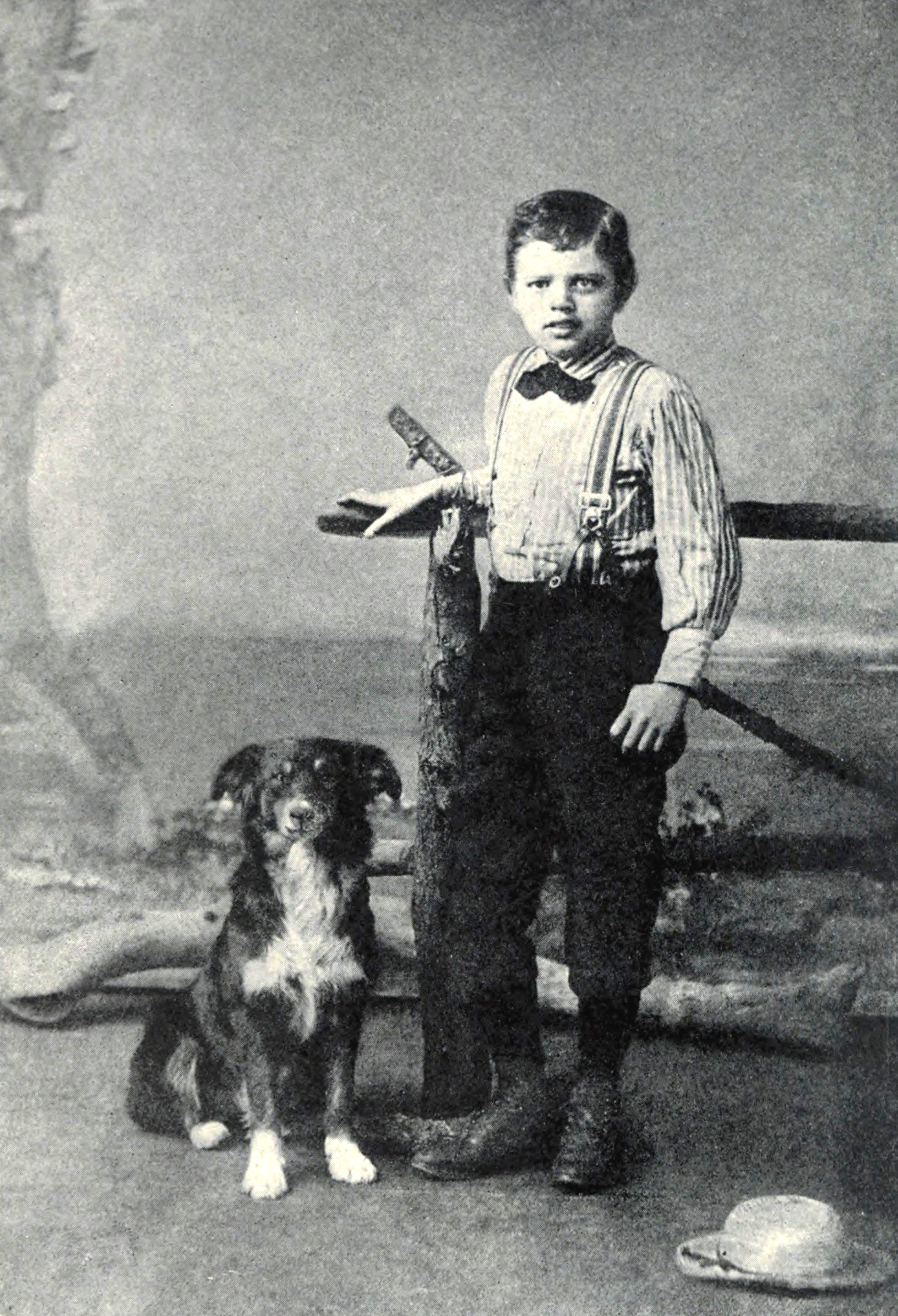
1885年，9岁的杰克·伦敦和他的狗

杰克·伦敦从小就对动物怀有深厚的感情，后来他专门以动物为主角创作了一系列动物冒险小说。他笔下的人和动物在与大自然进行抗争时的原始之力，廣受读者称赞。
1893年，他签约上了捕鲸船“索非亞·苏德兰”号，这条船一直到了日本海岸。当他回到美国时，美国正处於工人运动造成的混乱中。杰克·伦敦先在纺织厂和城市铁路发电站当了一阵子苦工，然后加入了凱利工人軍隊，成为了流浪工人。他参加失业大军组成的抗议队伍，抵达華盛頓，目睹了当时美国经济萧条的真实境况；他在这一年曾因“流浪罪”逮捕入狱，几个月后才被释放。

## 成年之后

### 思想形成
1894年，杰克·伦敦成为了斗志昂扬的社会主义者，并在公共图书馆学习查尔斯·达尔文、卡尔·马克思、弗里德里希·尼采等著作，他的思想相当复杂。在1910年发表的小说《前所未有的入侵》中，杰克·伦敦假设了一个人口巨大而带来不可战胜的实力的中国（可能受马尔萨斯的人口论影响），并在小说中用生化武器灭绝了中国人，从而解决中国问题。
1896年，他用一年时间学完了中学4年课程，顺利考入伯克利加州大学，時年20岁。

### 淘金记
1897年，因为贫困，他被迫退学，与拜把兄弟一同加入克朗代克河的淘金热，前往阿拉斯加淘金。淘金是其小说的重要素材，而且他写的淘金故事也大多發生在阿拉斯加和加拿大北部。
1898年，他什么也没淘到，两手空空地从阿拉斯加回到了美国本土，因找不到工作，于是决定以写作为生，开始像《马丁·伊登》写的一样进行大量练笔和投稿，逐渐形成了粗犷的文风（有人认为“充满元气和力量”，也有人认为“粗糙”、“变化少”）。

## 创作生涯

### 展露頭角
1899年，小说處女作《给猎人》发表，但反响不大。1900年，首部短篇小说集《狼的儿子》（The Son of the Wolf）發表，为他赢得了大量读者。这一年，他同伊丽莎白·贝斯·麦德恩（Elizabeth Bess Maddern）结婚。1901年，短篇小说集《神父们的上帝》發表。1902年，《冷地子民》發表。後來他將《狼的儿子》、《神父们的上帝》、《冷地子民》结集为《北方故事》出版，在全美国一舉成名。也是1902年，他以报社记者的身份应邀去英国倫敦采访，回国后写下特写集《深渊中的人们》。还是这一年，双胞胎女儿出生。

### 创作的高峰
1903年，他写下了美国文学史上的经典作《野性的呼唤》。这是动物冒险小说，被誉为“世界上读得最多的美国小说”，小说的主题——推崇战胜敌人后而存活所需的力量与勇气，一直是杰克·伦敦创作的核心思想。
1905年，他与伊丽莎白·麦德恩离婚，并与女诗人查米安·基特里奇（Charmian Kittredge）结婚。这一年，他以美国社会党党员的身份参加工人运动，并完成《竞赛》。
1906年，他写下了小说《白牙》、《亚当之前》和《热爱生命》。《白牙》叙述了一只狼狗逐渐习惯人类世界，最后甚至愿意牺牲性命以挽救主人生命的感人故事。《白牙》常與《野性的呼唤》並列提及，被視爲《野性的呼唤》姊妹篇。
1907年，他发表了政治幻想小说《铁蹄》，描绘了工人运动，指出资本主义可能向极权主义转变，还对法西斯主义的兴起和消灭做了很有先見之明的警告。
1909年，他发表了半自传体小说《马丁·伊登》。这部小说前半部自传性很强，取材于作者早年生活经历和后来成名的过程。这部小说極致表现了杰克·伦敦从事写作时的乐观精神和干劲，同时也揭露出了资本主义社会的残酷无情和金钱崇拜。
1910年，他在加利福尼亚州格倫艾倫附近的牧场定居，并在那里建造了豪华住宅“狼居”，此宅耗时4年，耗资10万美元；同年，他完成了小说《天大亮》。
1911年，他写下了小说《史纳克号之航》、《南海故事传奇》，并向读者宣称：“写作只是为了金钱。”
1913年，“狼居”焚毀；写下《约翰·巴雷康》、《月谷》、《墨西哥人》等小说。

## 去世
1916年1月，他脱离了美国社会党；11月22日，他因服用麻醉药品过量而逝世，享年40岁。